# Salvatore Scamardella
Salvatore Scamardella (Napoli, 4 gennaio 1979) è un ex ciclista su strada italiano, professionista dal 2002 al 2003.

## Carriera
Nato nel 1979 a Napoli, da under-23 vince la Colli del Barbera d'Asti nel 1999 con la Vellutex e il Trofeo Mario Zanchi, il Grosser Preis des Kantons Aargau Under-23 e il Luk Cup Bühl Under-23 nel 2001 con la Zoccorinese-Vellutex.
Nel 2002, a 23 anni, passa professionista con i belgi della Landbouwkrediet, prendendo parte al Giro di Lombardia di quell'anno, ritirandosi. Con la stessa squadra l'anno successivo partecipa al Giro d'Italia 2003, riuscendo a terminarlo, seppure da 96º e ultimo in classifica generale tra quelli arrivati al traguardo dell'ultima tappa, a Milano.
Chiude la carriera nel 2003, a 24 anni.

## Palmarès
- 2001 (Zoccorinese-Vellutex)

Grosser Preis des Kantons Aargau Under-23
Luk Cup Bühl Under-23

### Altri successi
- 1999 (Vellutex)

Colli del Barbera d'Asti
- 2001 (Zoccorinese-Vellutex)

Trofeo Mario Zanchi

## Piazzamenti

### Grandi Giri
- Giro d'Italia

2003: 96º

### Classiche monumento
- Giro di Lombardia

2002: ritirato